# Hamza
Hamza (ء) – znak pisma arabskiego, reprezentujący zwarcie krtaniowe (IPA [ʔ]). Hamza nie jest uznawana za literę i istnieje ze względu na niejasności w zapisie pewnych wyrazów, powstałe w czasach wczesnego islamu. W alfabecie aramejskim i hebrajskim zwarcie krtaniowe jest oznaczane literą alef, odpowiednikiem arabskiego ʼalifa, który jednak oznacza głównie samogłoskę [a:]. Pierwotnie, hamza była znakiem diakrytycznym odróżniającym dwie wartości fonetyczne alifa (podobnie jak kreska nad polskim ć).
Hamza współcześnie może być zarówno znakiem samodzielnym, jak i używanym w połączeniu z inną literą:
- Samodzielna: ء ;
- W połączeniu:
  - أ i إ (nad lub poniżej ʼalifa)
  - ؤ (nad wāw)
  - ئ (nad jāʼ, pisanym wtedy bez kropek)

## Rodzaje hamzy
Samodzielna hamza oznacza zawsze hamzat ul-qatʿ, fonemiczne zwarcie krtaniowe. Hamzat ul-waṣl to zwarcie krtaniowe wprowadzane automatycznie przed nagłosową samogłoską, jak w wyrazie Allah.

## Zasady pisania hamzy
Hamza może być pisana w linii, nad lub pod literą. Nie ma zazwyczaj wpływu na pisownię sąsiadujących z nią liter, co oznacza możliwość wystąpienia podwójnego waw lub jāʼ. Połączenie /ʔa:/ jest jednak zapisywane znakiem ﺁ, zwanym ʼalif madda, by uniknąć nieestetycznego połączenia dwóch alifów.
Zasady pisania hamzy zależą od tego, czy jest ona pierwszą, środkową czy ostatnią literą wyrazu.

### Początkowa hamza
- Zapisywana nad ʼalifem jeśli nagłosową samogłoską jest /a/ lub /u/ (jak w wyrazie أﺼﻮﻝ ʼusūl „podstawy”; pod ʼalifem jeśli jest nią /i/ (jak w wyrazie إسلام ʼislām) .

### Końcowa hamza
- Poprzedzona samogłoską krótką, jest zapisywana nad literą odpowiadającą tej samogłosce.
- W innych wypadkach, hamza jest niezależną literą.

### Wewnątrz wyrazu
- Po długiej samogłosce, spółgłosce lub dyftongu:
  - Przed /i/ lub /u/ hamza jest zapisywana nad odpowiednio jāʼ lub waw.
  - Jeśli poprzednią literą jest jāʼ, hamza umieszczona jest nad nią
  - W innych sytuacjach hamza jest pisana w linii (jak w wyrazie ﺷﻲء šayʼ „rzecz”).
- Pomiędzy krótkimi samogłoskami:
  - Jeżeli obie samogłoski są takie same, hamzę zapisujemy nad odpowiadającą im literą.
  - Przy dwóch różnych samogłoskach, /i/ ma pierwszeństwo przed /u/ a /u/ przed /a/, tak więc miʼat „sto” piszemy ﻣﺌﺖ, z hamzą nad jāʼ.

## W innych językach
W języku paszto znak ئ, zwany felija je, jest używany do zapisu wygłosowej dwugłoski 
[ej].

## Wymowa hamzy
- Hamzę wymawia się podobnie jak w języku polskim przerwę między samogłoskami „e” w wyrazie „nieetyczny”, lub przed samogłoską na początku wyrazu, np. przed „i” w słowie „igła”. W języku polskim głoska ta nie jest zapisywana. W słownikach arabsko-polskich transkrypcja fonetyczna niektórych słów polskich z wyraźnym zwarciem krtaniowym (np. „igła”) zapisywana jest właśnie z hamzą: إيغوا.